# Catonephele medea
Catonephele medea är en fjärilsart som beskrevs av Fabricius 1775. Catonephele medea ingår i släktet Catonephele och familjen praktfjärilar. Inga underarter finns listade i Catalogue of Life.